# Tamara Stojčević
Tamara Stojčević, en serbe cyrillique Петар Шкундић (née en 1966 à Belgrade) est une femme politique serbe. Elle est membre du Parti démocratique. Du 7 juillet 2008 au 27 juillet 2012, elle est secrétaire générale du gouvernement de Serbie présidé par Mirko Cvetković,.

## Biographie
Tamara Stojčević est diplômée de la Faculté de droit de l'Université de Belgrade. Elle a été avocate, secrétaire adjointe, puis secrétaire de l'assemblée municipale de Vracar, un quartier de la capitale serbe. Elle a été secrétaire de l'Assemblée de la Ville de Belgrade et, à partir de 2004, elle s'est trouvé à la tête de l'administration de la ville.
De 2002 à 2004, elle est membre adjoint de la Commission électorale de la République de Serbie et, de 2001 à 2005, secrétaire adjointe de la Commission électorale de la Ville de Belgrade. En 2007, elle est élue au poste de secrétaire de l'Assemblée nationale de Serbie.
Tamara Stojčević parle anglais.